# Macrocarpus
Macrocarpus, rod crvenih algi iz porodice Liagoraceae. Taksonomski je priznat kao zaseban rod nastao izdvajanjem triju vrsta iz roda Liagora.
Tipična je morska alga M. perennis  (I.A.Abbott) S.-M.Lin, S.-Y.Yang & Huisman

## Vrste
1. Macrocarpus kraftii (Husiman) Huisman & S.-M.Lin
2. Macrocarpus perennis (I.A.Abbott) S.-M.Lin, S.-Y.Yang & Huisman – tip
3. Macrocarpus walkerae (Husiman) Huisman & S.-M.Lin